# オスカル・ロレンソ・フェルナンデス

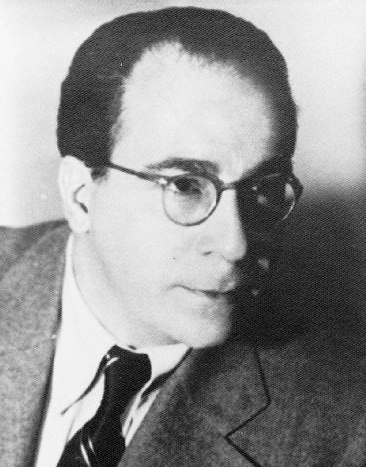
フェルナンデス

オスカル・ロレンソ・フェルナンデス（Oscar Lorenzo Fernández、1897年11月4日 - 1948年8月27日）は、ブラジルの作曲家。
リオデジャネイロ出身。国立音楽院に入り、フェデリコ・ナシメントやエンリキ・オスワルドらに師事した。1923年、ナシメントが病気にかかると、フェルナンデスが代理として臨時に和声の授業を担当したが、2年後には専任となった。1936年、リオデジャネイロにブラジル音楽院を設立し、その死まで指導にあたった。
1931年から1933年にかけて3幕のオペラ『マラサルテ』を作曲した。その国民楽派的な内容は評価され、初めて成功したブラジルオペラと言われている。1941年にフェルナンデスはこのオペラから抜粋して3楽章の組曲を構成した。この組曲の最終楽章『バトゥーキ』はよく知られている。
その他の作品にはバレエ、2つの交響曲、5つの交響詩、2つの管弦楽組曲、ピアノ協奏曲、ヴァイオリン協奏曲、室内楽曲、約80のピアノ曲、36の歌曲がある。

## 文献
- Baumann, Simpson de Brito Melo. 1998. "O nacionalismo musical nas três suítes brasileiras de Oscar Lorenzo Fernandez". In Anais do I Simpósio Latino-Americano de Musicologia, edited by Elisabeth Seraphim Prosser and Paulo Castagna. Curitiba: Fundação Cultural.
- Béhague, Gerard. 1979. Music in Latin America: An Introduction. Prentice-Hall History of Music Series. Englewood Cliffs, NJ: Prentice-Hall. ISBN 0136089194 (cloth) ISBN 0136089011 (pbk.)
- Béhague, Gerard. 2001. "Fernândez, Oscar Lorenzo". The New Grove Dictionary of Music and Musicians, edited by Stanley Sadie and John Tyrrell. London: Macmillan; New York: Grove’s Dictionaries.
- Kiefer, Bruno. 1986. "Oscar Lorenzo Fernandez: Música para piano solo, canções para voz e piano". Latin American Music Review/Revista de Música Latinoamericana 7, no. 1 (Spring-Summer): 81–98.